# Siegfried Stohr
Siegfried Werner Stohr (Rimini, 10 de outubro de 1952) é um ex-automobilista italiano.

## Carreira

### Inicio
Como muitos de seus compatriotas (mesmo seu pai sendo alemão), Siegfried começou no kart. Em 1976, Siegfried foi promovido na Fórmula Itália. No primeiro ano, ele terminou em segundo lugar no campeonato, antes de vencer no ano seguinte. Ele, então, logicamente acendeu à Fórmula 3 conquistando o título de campeão italiano em sua primeira temporada, em 1978. Sua carreira de propulsão meteórica fez Siegfried chegar a Fórmula 2 em 1979. Apesar disso ele conseguiu apenas 2 segundos lugares. Em 1980 ele foi transferido para a Toleman e terminou em quarto lugar no campeonato europeu, conquistando uma boa vitória em Enna.

### Fórmula 1
Ajudado por seus patrocinadores, Siegfried consegue encontrar um volante na F1 com a Arrows em 1981. Sua temporada começa com uma "não qualificação" nos Estados Unidos. Ele conheceu a alegria de uma primeira partida no GP seguinte, o do Brasil. Alegria de curta duração, uma vez que foi forçado a se retirar na 20ª volta. Algum tempo depois se classificou para o GP da Bélgica. Qualificado em 13º lugar, Siegfried fez um bom começo. Infelizmente, Siegfried encontrou pela frente seu companheiro de equipe, Patrese, parado no grid. Uma das setas mecânicas foi colocado sobre a faixa, em uma tentativa para reiniciar o carro. Encoberto por outros concorrentes, Siegfried chega lançado, e bate com força total o carro de seu companheiro de equipe, imprensando um infeliz mecânico. Milagrosamente, o mecânico sai ferido, mas vivo, neste acidente. Siegfried, ficou totalmente traumatizado por esse incidente ... Antes de agora lutar contra essa apreensão, Stohr vê sua temporada comprometida. Ele fez uma boa corrida na Holanda, mas deixou de se classificar mais duas vezes na Itália e no Canadá.

## Fora das pistas, Psicologia
Desapontado com o pequeno mundo da F1, e ainda se recuperando de seu acidente, Siegfried joga a toalha pouco antes do GP de Las Vegas, onde foi substituído por Jacques Villeneuve Sr. Então, Siegfried desistiu das corrida e retornou para seus estudos. Após a formatura adquirida como psicólogo, Siegfried passou a se dedicar a testes de vôo e sessões de Medicina Psicológica.